# Astrid Krombach
Astrid Krombach-Gerhardt  (* 20. Januar 1959 in Düsseldorf) ist eine erfolgreiche Judo-Kämpferin im Schwergewicht in Deutschland und Trägerin des vierten Dan.

## Biografie
Astrid Krombach kam bereits im Alter von fünf Jahren zum Judosport. Sie war zunächst Mitglied beim ESV Olympia Köln, dann beim 1. Eitorfer JC und kam schließlich zum JC Hennef. Sie lernte den Beruf der Bankkauffrau, hat drei Kinder und arbeitet seit 1993 als Buchhalterin im Pflegedienst.  In der deutschen Judo-Bundesliga trat sie für Stadtlohn und den Beueler JC an. Krombach arbeitet als Landestrainerin im Frauenbereich für den Nordrhein-Westfälischen Judoverband (NWJV). Ihr Heimatverein ist der 1. Eitorfer Judoclub.

## Erfolge
Zu ihren Erfolgen zählen
- zwei Deutsche Meistertitel (1978, 1980),
- Titel bei internationalen Turnieren (British Open) sowie
- elf Weltmeistertitel im Seniorenbereich in der Altersklasse Ü30, neben Gold bei WM auch Titel bei diversen EM und DM.

Die Stadt Hennef zeichnete die Sportlerin als Ehrung am 13. März 2005 mit einer Goldmedaille aus.